# Donald in Maui Mallard
Donald in Maui Mallard, conocido como Maui Mallard in Cold Shadow en Norteamérica, es un videojuego de plataformas publicado en 1995 para Mega Drive, en 1996 para Super NES y PC, y en 1998 para Game Boy. Fue desarrollado y publicado por Disney Interactive para Mega Drive, con Eurocom y Bonsai Entertainment desarrollando las versiones de SNES y Game Boy respectivamente. Pese a ser la original, la versión de Mega Drive sólo se publicó en Europa y Brasil y el cartucho nunca llegó a aparecer en Norteamérica pudiendo jugarse a la versión de Genesis solo a través del Sega Channel. La razón es que Nintendo se había asegurado un contrato de exclusividad del juego en ese territorio. Donald in Maui Mallard fue uno de los primeros juegos en publicarse bajo el sello Disney Interactive.
El juego trata sobre la estrella Donald Duck quien interpreta a un detective llamado Maui Mallard, quien adopta el nombre de Cold Shadow cuando se disfraza de ninja. Para la versión Norteamericana, se omitieron todas las referencias sobre Donald sin ninguna explicación dejando solamente Maui Mallard, al final del juego se informa sobre la siguiente aventura pero no habido ningún referencia de Maui o Cold Shadow en ningún medio.
El juego fue relanzado para las plataformas digitales de Steam y GOG.com en mayo de 2019.

## Gameplay
Como cualquier juego típico de plataformas (como saltar y correr de plataforma en plataforma), la distinción es cuando cambia de traje, en ciertos niveles no se puede avanzar sin que el jugador cambie a Cold Shadow ya que tanto Maui como Cold Shadow tienen diferentes movimientos. El jugador empieza como Maui quien viene armado con un arma dispara insectos, la munición de insectos se pueden alternar siendo de 3 maneras: los insectos rojos persiguen al enemigo, los blancos disparan tres insectos al mismo tiempo y una que combina ambas municiones produciendo un insecto que persigue y causa más daño al enemigo. Cuando el jugador llega al segundo nivel se podrá transformar en "Cold Shadow", su alter ego ninja, quien se defiende con un bastón con un alcance decente capaz de poder realizar acrobacias, algo que su alter ego, Maui, no puede hacer. Para poder transformarse en Cold Shadow necesita ciertas fichas (con la imagen del Yin-Yang), suficientes para lograr dicha transformación, de ser así podrá cambiar tanto Maui como Cold Shadow. En forma ninja no puede hacer ciertas cosas como trepar lianas, solo en su forma como Maui, algo que fuerza al jugador cambiar de traje en ciertos niveles. Los niveles son pintorescos y variables, de estar adentro de un volcán a estar en las profundidades del océano. Las animaciones son fluidas, dotando al protagonista de carisma. La música es variable, se ajusta y concuerda de manera profunda con el nivel dando al jugador credibilidad e imaginación.

## Historia
Maui Mallard, un detective, esta de vacaciones en una isla tropical pero entra en acción cuando el misterioso ídolo, "El Shabuhm Shabuhm", se pierde. El "Shabuhm Shabuhm" para los isleños es un ídolo que alberga un espíritu nativo de la isla que protegía a los isleños por siglos, si no se recupera el ídolo la isla explotaría, ahora Maui toma el caso cuando el ídolo se pierde en una noche, lo último que se supo de él fue en "The Mojo Mansion", una mansión embrujada que alberga espíritus, pasadizos secretos y trampas. Después de derrotar al jefe que era una araña gigante de metal, Maui cuestiona que el caso era más serio de lo que se esperaba, entonces es momento de cambiar de disfraz en "Ninja Training Grounds", un lugar de entrenamiento ninja, en donde se presenta el villano del juego, un brujo doctor (chaman), quien embruja a Maui haciendo esparcir por el campo de entrenamiento varias versiones "ninja" de él. Al final del nivel, se prepara para la etapa final de su entrenamiento que consiste en pelear hordas de varias versiones de él volviendo la pelea poco a poco difícil. Después de completar su entrenamiento, una extraña figura femenina de nombre "Herneae" le relata a Maui sobre la existencia de una leyenda que dice que un gran guerrero vendría a salvarlos y que el no era ese guerrero, así que tendría que apartarse, ella desaparece volando en un orbe mágico; Maui Mallard no sigue esa orden y se dirige a la parte más oscura de la isla donde vive una banda de pequeños guerreros que siempre llevan una antorcha para Shabuhm Shabuhm y probablemente cosas y pinturas en honor al ídolo, todo en "Muddrake Mayhem", un lugar cubierto de lodo en donde Maui dependerá de su alter ego para avanzar, derrotar y esquivar a los pequeños guerreros. Al final es obligado a pelear contra los guerreros, los Muddrake, en un coliseo. 
Después de ganar la batalla, Maui Mallard forja una alianza, pero los Muddrake tienen una costumbre, aquel que sobrevive en su coliseo es sacrificado en el volcán de la isla como forma máxima de honor, Maui es entonces lanzado dentro de un volcán. "The Sacrifice of Maui" pone a Maui en aprietos. Maui tiene que salir del volcán por lo que sus obstáculos son esquivar la lava, derrotar a enemigos y a una serpiente-pato cubierto de fuego para que al final escape en una roca y con la erupción del volcán, pueda salir a la superficie. Después Herneae hace su aparición de nuevo y le dice a Maui que pensaba erróneamente acerca de él y que ha respondido a cada prueba que se le puede dar un pato; ahora Maui necesita estar en paz con los Muddrake porque ellos conocen el verdadero camino para llegar al Shabuhm Shabuhm, pero tiene que ganarse su confianza pasando el ritual de fe en "Test of Duckhood", un ritual muy difícil en donde Maui tendrá que usar su ingenio para poder avanzar, siendo tanto Maui como Cold Shadow, rescatar y derrotar a ciertos guerreros. Al derrotar la rana gigante roja, el terror de los Muddrakes, el jefe de la tribu en agradecimiento le informa a Maui que "Quackoo", su antiguo jefe, puede adivinar la localización del ídolo, pero está muerto y sus restos descansan en el fondo del mar; Maui no tiene otra opción y nada al fondo del océano en donde se encuentra un barco pirata, el "The Flying Duckman". Después de pelear contra un fantasma pirata, el espíritu de Quackoo es inquieto, por lo que Maui no puede preguntar su localización, así que la única manera es devolviéndolo finalmente a su lugar de descanso en "The Realm of the Dead" (el reino de los muertos): solo así el Shabuhm Shabuhm podrá ser localizado. 
Al descansar finalmente Quackoo, este revela finalmente la localización del ídolo, quien esta en manos del malvado brujo quien intenta echarlo en una tormenta en un vil intento de aprovechar su energía, Herneae aparece y le dice Maui que se ha convertido en un verdadero ninja así que no necesita el poder de los Yin-Yang (las fichas que le dan el poder de disfrazarse), para transformarse. El destino de la isla ahora esta en manos de Maui y asalta la fortaleza de Mojo ("The Mojo Stronghold"). Finalmente Maui Mallard derrota al chamán, es teletransportado en medio de la isla junto al ídolo, pero este le cae encima, al final el ídolo resultó ser un refrigerador, entonces los Muddrakes llegan y se llevan el ídolo; Herneae se presenta, felicita a Maui por su gran acto heroico convirtiéndose en el héroe de los habitantes y de la isla, ella se ofrece llevar al héroe en su siguiente aventura no sin antes darle un nombre a la isla. A partir de ese día, su isla sería conocida por los habitantes y los turistas como "Mallard", en honor a su héroe.